# Baron Anslow
Baron Anslow, of Iver im County of Buckinghamshire war ein erblicher britischer Adelstitel in der Peerage of the United Kingdom.
Der Titel wurde am 28. Juni 1916 an Tonman Mosley, Vorsitzender der Bezirksverwaltung von Buckinghamshire, verliehen. Er war ein jüngerer Sohn von Sir Tonman Mosley, 3. Baronet und Großonkel von Sir Oswald Mosley, 6. Baronet. Da er seine beiden Söhne überlebte, erlosch der Titel bei seinem Tod am 20. August 1933.

## Liste der Barone Anslow (1916)
- Tonman Mosley, 1. Baron Anslow (1850–1933) (erloschen)